# پنومونی آسپیراسیون (بیماری)
پنومونی آسپیراسیون (به انگلیسی: Aspiration pneumonia) که به آن ذات‌الریه استنشاقی هم می‌گویند، نوعی عفونت ریه است که به دلیل آسپیراسیون ریوی و ورود مقدار نسبتاً زیادی مواد از معده یا دهان به ریه‌ها ایجاد می‌شود. علائم و نشانه‌ها اغلب شامل تب و سرفه با شروع نسبتاً سریع است. عوارض ممکن است شامل آبسه ریه، سندرم دیسترس حاد تنفسی، آمپیم و افیوژن پاراپنومونیک باشد. برخی از آنها شامل التهاب ناشی از مواد شیمیایی ریه‌ها به عنوان یک زیرگروه است که از محتویات اسیدی اما غیرعفونی معده وارد ریه‌ها می‌شود.
عفونت می‌تواند به دلیل انواع باکتری‌ها باشد. عوامل خطرساز عبارتند از کاهش سطح هوشیاری، مشکلات بلع، اعتیاد به الکل، تغذیه لوله‌ای، و بهداشت ضعیف دهان. تشخیص معمولاً بر اساس تاریخچه ارائه‌شده، علائم، اشعه ایکس قفسه سینه و کشت خلط است. افتراق از دیگر انواع سینه‌پهلو ممکن است دشوار باشد.
درمان معمولاً با آنتی‌بیوتیکهایی مانند کلیندامایسین، مروپنم، آمپی سیلین/سولباکتام یا موکسی فلوکساسین است. برای کسانی که تنها پنومونیت شیمیایی دارند، معمولاً آنتی‌بیوتیک لازم نیست. در بین افراد بستری‌شده با سینه‌پهلو، حدود ۱۰ درصد به دلیل آسپیراسیون است. بیشتر در افراد مسن رخ می‌دهد، به خصوص در خانه‌های سالمندان. هر دو جنس به یک اندازه تحت تأثیر قرار می‌گیرند.